# Ernesto Palacio (auteur)
Pour les articles homonymes, voir Palacio.
Œuvres principales
- Historia de la Argentina 1515-1938 (1954)
- Teoría del Estado (1949
- Catilina. La revolución contra la plutocracia en Roma (1946)

Ernesto Palacio (San Martín, 1900 ‒ Buenos Aires, 1979) était un avocat, historien, essayiste, enseignant, journaliste et homme politique argentin.
D’abord anarchiste, il évolua bientôt, sous l’influence notamment de Maurras, vers une extrême droite nationaliste et catholique, désireuse de renouer avec la tradition hispanique. Il exposa ses idées dans plusieurs périodiques, dont en particulier La Nueva República, et fonda un éphémère Parti libérateur, avant de rallier dans les années 1940 le péronisme et de siéger sous cette étiquette à la Chambre des députés. On lui doit des ouvrages d’histoire, dont une retentissante Historia de la Argentina, et des essais politiques. Il fut l’un des pionniers du révisionnisme historique en Argentine, lequel s’appliquait à corriger l’historiographie nationale alors dominante, déformée, selon Palacio, par le prisme libéral des vainqueurs du XIXe siècle ; dans son entreprise révisionniste, il fut amené à tenter une réhabilitation partielle de la figure controversée du dictateur Rosas.

## Formation et carrière d’enseignant
Ernesto Palacio naquit en 1900 à San Martín, dans la proche banlieue nord-est de Buenos Aires, au sein d’une famille de notables ; il était le petit-fils d’un philosophe, le fils d’un homme politique, et son frère était un dessinateur de renom. Il suivit en 1919 des études de droit à la faculté de Droit et des Sciences sociales de l’université de Buenos Aires et se diplôma comme avocat en 1926,.
Il poursuivit ensuite une carrière d’enseignant, d’abord comme professeur d’histoire de l’antiquité et d’histoire argentine à l’École de commerce pour jeunes filles (de 1931 à 1938), puis de géographie au collège Justo José de Urquiza de Buenos Aires jusqu’en 1942, et enfin d’histoire du Moyen Âge au Collège national Bernardino Rivadavia (de 1931 à 1955), toujours à Buenos Aires,.

## Activité journalistique
Palacio cofonda la revue littéraire d’avant-garde Martin Fierro, qui parut de 1924 à 1927. Ensuite, de 1929 à 1931, il codirigea aux côtés de Rodolfo Irazusta La Nueva República, revue d’extrême droite fondée en 1927, à laquelle il contribua régulièrement et qui fut à la base du renouveau nationaliste dans les élites argentines. Par leurs contributions, Juan Carulla, les frères Rodolfo et Julio Irazusta, Roberto de Laferrere, César Pico et Palacio lui-même feront de cette revue le portevoix de l’intégralisme prôné par l’écrivain Leopoldo Lugones. Palacio édita également l’hebdomadaire Nuevo Orden, dont le premier numéro parut en juillet 1940 et qui développait les thèses de la droite catholique dure. Ardent partisan du fascisme, il s’efforça d’amalgamer étroitement l’idéologie de droite avec la religion, en arguant qu’un dictateur fasciste doté d’une forte foi religieuse serait à même de réaliser le rêve du « royaume de Dieu sur terre ». Dans ses billets pour cette revue, ainsi qu’en sa qualité de fondateur (en 1942) et dirigeant du petit parti politique Partido Libertador, il se fit aussi le porte-parole des sentiments anti-britanniques en Argentine. Il s’opposa à la reconnaissance par l’Argentine de l’apport des cultures indigènes et plaida pour une patrie intégralement blanche.
En 1938, il fonda l’Institut de recherches historiques Juan Manuel de Rosas, de la revue duquel il devint l’un des contributeurs et dont il siégea au comité de direction.
Il dirigea pendant un temps la revue littéraire Sur.

## Pensée politique
Si Palacio adhéra d’abord à l’anarchisme, il se rallia cependant bientôt, sous l’influence du maurrassisme, au mouvement nationaliste argentin, celui-ci promettant en effet une régénération de la société argentine, et devint dans le même temps, incité par ses conversations avec son ami César Pico et par la lecture des écrits du penseur espagnol Ramiro de Maeztu, un fervent adepte de l’Église catholique.

### Teoría del Estado
Palacio exposa ses conceptions politiques dans un ouvrage de 1949 intitulé Teoría del Estado, transcription d’un discours prononcé en 1948 à la faculté de Droit et des Sciences sociales de l’université de Buenos Aires. L’auteur commence par signaler que si la réalité est bien l’objet de l’action politique, cela n’est vrai que « dans certaines limites, déterminées par sa nature propre, et en obéissant à des lois qu’il est nécessaire de connaître » ; cette réalité est changeante et doit être envisagée dans la perspective longue du temps comme histoire. Palacio souligne que la réalité n’a aucun caractère mécanique, car « ses mouvements ne sont pas isochroniques ni fatals, mais inopinés (quoique prévisibles au-dedans de certaines limites) et dramatiques ». Pour Palacio, la réalité politique est indépendante des systèmes de gouvernement, même si les auteurs de science politique aiment à nous la « montrer de préférence sous la forme de systèmes de gouvernement successifs ». Se demandant où réside la pouvoir et si c’est le roi qui l’exerce dans une monarchie ou le peuple dans les démocraties, il affirme que « tout observateur un peu attentif aux phénomènes politiques devra reconnaître que la réalité historique des États correspond rarement aux catégories aristotéliciennes, et qu’il y a des monarchies absolues apparentes qui présentent des traits oligarchiques accusés, des démocraties apparentes qui sont des despotismes camouflés, des tyrannies supposées qui se caractérisent par la faiblesse du titulaire, instrument docile aux mains de camarillas militaires ou ploutocratiques »,. 
La réalité structurelle de la société politique est figurée par Palacio comme une interrelation constante entre éléments qui « (à l’image de la relation entre bassin, lit, courant et rives, dans l’exemple d’un fleuve) constitue la structure de la société politique, de l’État, ce qui fait que c’est telle société et non autre chose ». Pour illustrer la nature de la structure politique, il se réfère à la pyramide classique où figurent au sommet un pouvoir personnel, plus bas une classe gouvernante, et à la base enfin le peuple, et que l’on retrouve dans la monarchie absolue ou constitutionnelle ou dans le régime aristocratique « comme dans celui de la république romaine, ou de la démocratie moderne ; chez les Abipons et les Esquimaux autant que dans l’Espagne franquiste ou aux États-Unis ». Palacio précise que quand même la structure politique serait inaltérable, elle est néanmoins dynamique, et non statique, dans la relation réciproque de ses éléments : « Les conditions de pérennité de la société politique sont permanentes. Les régimes en revanche sont accidentels et varient en fonction de certaines lois de l’évolution historique, que la philosophie de l'histoire tente de préciser »,.
La société politique connaît dans l’histoire des périodes de stabilité relative « durant lesquelles les peuples travaillent et s’agrandissent » et des périodes de convulsion « où la société souffre et perd son sang dans la discorde civile ». Palacio signale que le phénomène révolutionnaire « peut se prolonger sur des générations, créant des états de perturbation endémique […]. La révolution ne serait-elle pas la conséquence d’un déséquilibre dans l’ordre naturel qui tente de se rétablir violemment, par une espèce d’impératif biologique ? ». L’essence de la révolution réside pour Palacio « dans la supplantation d’une classe dirigeante par une autre, quels que soient les principes qui la sous-tendent. Faisant abstraction des épiphénomènes et des moyens instrumentaux dont il sera question plus bas, comparons les deux types les plus ordinaires de phénomène révolutionnaire, que sont celui de la révolution aristocratique contre le despotisme et celui de la révolution populaire contre l’oligarchie. Dans les deux cas, l’action révolutionnaire se definit comme le mouvement d’une minorité emmenée par un caudillo, en vue de s’emparer du pouvoir. Dans les deux cas, épiphénomène constant, le peuple acclame et y adhère, et le pouvoir se conquiert par des instruments constants également : force militaire ou peuple armé, ce qui en substance est la même chose. Le caudillo de la minorité révolutionnaire s’appelle Iunius Brutus ou Cromwell, qui abattent la monarchie romaine ou anglaise au nom de la liberté ; César ou Lénine, qui combattent le privilège au nom de l’égalité. Il est intéressant de relever que, malgré les principes contradictoires qui sont invoqués, le dosage entre pouvoir personnel et pouvoir minoritaire ne dépend pas tant des principes que des personnes »,.
Quant à la loi, Palacio soutient que celle-ci, écrite ou non, est une expression de pouvoir. « Par les exigences de la structure politique, tout pouvoir est limité […]. La loi nécessaire, la loi adéquate, la loi bénéfique est une manifestation de volonté du législateur, dans laquelle celui-ci œuvre comme l’interprète de la collectivité, à l’intérieur des limites que cette même collectivité lui assigne et qu’il ne pourra pas outrepasser, sous peine de ne pas obtenir son consentement. La loi tyrannique, en revanche, est la manifestation d’un pouvoir usurpateur ; elle provoque les situations de tension […] »,.
Selon le politologue José Luis de Imaz, l’ouvrage était une critique voilée à l’adresse de Juan Perón :

« Des années plus tard, La Teoría del Estado d’Ernesto Palacio me tomba dans les mains, magnifique étude sur la circulation des élites, dont le destinataire final, selon ce qui se disait, était Perón, qui n’accusa pas réception de la critique implicite dans le livre. Dans son étude, Palacio développait l’articulation entre Conductor, élites dirigeantes et masse populaire. Il mit cela en graphique sous forme d’un triangle isocèle dont le sommet est le Conductor, que les élites soutenaient, cependant celles-ci provenaient d’une constante rénovation populaire. Si l’ascension et la descente de dirigeants se figeaient, la présumée élite devenait l’oligarchie. »

## Fonctions politiques
Palacio fut l’un de ceux qui à la fin de la décennie 1920 avaient, par leurs idées et écrits, ouvert la voie au renversement du président Hipólito Yrigoyen, mais qui durent bientôt déchanter face au régime de facto du général Uriburu, instauré au lendemain du coup d’État de 1930. En attendant, Palacio fut brièvement ministre suppléant de l’Intérieur et de l’Instruction publique dans la province de San Juan, lorsque celle-ci subit une intervention fédérale entre 1930 et 1931,. 
Palacio, qui fut l’un des représentants de sa génération qui s’enthousiasmèrent pour le péronisme, fut élu député national en 1946 et siégea à la Chambre des députés jusqu’en 1952, où il occupa de 1946 à 1947 le poste de président de la commission de la culture. Il déclara avoir rejoint le mouvement péroniste en raison de l’autoritarisme manifesté par Perón.

## Travaux d’historien et essais politiques
En tant qu’historien, Palacio fit paraître plusieurs ouvrages, dont le plus connu reste son Historia de la Argentina 1515-1976, en deux tomes, dont l’édition finale parut en 1979.

### La historia falsificada(1939) et le révisionnisme historique
La historia falsificada (littér. l’Histoire falsifiée), opuscule publié en 1939, peut être considéré comme la préfiguration du futur courant historiographique dénommé révisionnisme historique. Palacio y entreprenait de réfuter « la fausse idée d’une histoire dogmatique et absolue, dont les conclusions doivent être acceptées avec révérence comme une chose jugée » et qui interdisait, par le « terrorisme de la science officielle », tout « effort d’originalité interprétative » ou toute « nouvelle évaluation des personnages » du passé argentin. Il fustigea en outre la persistance d’une vision historique libérale, qu’il jugeait périmée dans la décennie 1930, attendu que cette idéologie était ostensiblement mise à mal en Europe et dans les Amériques. Plaidant pour une révision de l’histoire nationale qui tendrait fondamentalement à « rétablir le lien avec la tradition hispanique », il estimait d’autree part que de cette entreprise de révision découlait tout naturellement une « exaltation de Rosas », en guise de « restauration des valeurs déconsidérées » par le régime vainqueur du XIXe siècle, et de façon générale une remise en question de son habituel catalogue d’idoles et de réprouvés :

« Rosas représente l’honneur, l’unité, l’indépendance de la patrie. Si après [18]53, nous sommes restés une nation, c’est à Rosas que nous le devons, à l’union qu’il affermit pendant sa dictature et que la tentative sécessionniste ultérieure ne parvint pas à briser. »

### Historia de la Argentina(1954)
Par cet ouvrage paru en 1954, qui eut un grand retentissement en Argentine et trouva un large public, Palacio offre un aperçu de ses apports au nouveau courant historique et intellectuel appelé révisionnisme historique. Dans son avant-propos à la première édition, l’auteur indique qu’il se propose de raconter le « drame d’une destinée frustrée », en effet : « notre histoire ne souffre pas tant de lacunes d’information que de défauts d’interprétation. Elle ne se trouve pas viciée par le manque de connaissance de qui s’est passé, mais par sa falsification délibérée ». À l’instar d’auteurs tels que Jacques Bainville en France ou Hilaire Belloc en Angleterre, le livre de Palacio présente un bilan interprétatif complet du passé national argentin selon la grille de lecture révisionniste. Il insiste sur l’influence constante de la franc-maçonnerie « sans l’action occulte et attisante de laquelle beaucoup d’événements historiques resteraient inexplicables ». Il souligne la « patience et la persévérance d’araignée » de l’Angleterre dans son projet de subvertir et de faire main basse sur les colonies espagnoles, et évoque à tout moment une Espagne impériale assaillie par la Grande-Bretagne, la France et le Portugal : « nous sommes la continuation de l’Espagne en Amérique, et la patrie commence avec la conquête. C’est à cette entreprise de siècles que nous devons notre être ».
Dans son panthéon figurent Dorrego, Artigas (« le vainqueur de batailles, à qui revient sans conteste le titre de fondateur de notre fédéralisme républicain ») et, comme de juste, Rosas, de qui il loue les efforts pour « concilier deux termes apparemment contradictoires — l’autonomie et l’unité [...] surmontant des obstacles qui à tout autre auraient été infranchissables : jalousies et intrigues internes, calomnie systématique, résistance armée, intervention étrangère ». Si pour atteindre ce but, Rosas fit preuve d’une excessive dureté, cela est, argue Palacio, parce que Rosas était « le seul à dominer la totalité des circonstances, tant par sa situation que par sa compréhension exceptionnelle de la réalité concrète ». Le fédéralisme, explique-t-il, « n’était pas la barbarie, mais la tradition [...], tradition de libertés communales et d’inspiration hispanique et catholique, à laquelle les peuples obéissaient ». Les unitaires en revanche étaient la minorité, mais « se croyaient propriétaires d’une panacée et les dépositaires exclusifs de la civilisation, ce qui leur communiquait une ardeur de fanatiques [...]. Cette foi absolue dans une espèce de paradis mahométan sur terre, basé sur le libre commerce, la prospérité et la "philosophie" explique toute leur action ». Cependant, à partir de 1852, après la chute du dictateur, le rosisme devint un tabou, « une espèce de culte secret », mais qui devait périodiquement affleurer, notamment sous la forme des rébellions de la montonera de Felipe Varela et du Chacho Peñaloza, ou encore par les origines mêmes du parti radical, dirigé par Leandro N. Alem, fils d’un mazorquero, et par un neveu de celui-ci, le président Hipólito Yrigoyen.

## Ouvrages

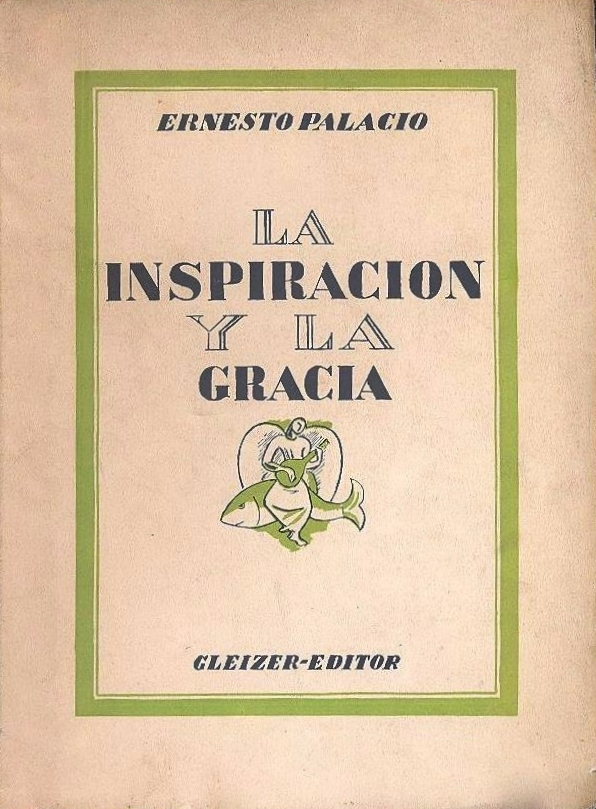
Couverture du livre
La Inspiración y la Gracia de 1929.

- (es) La Inspiración y la Gracia, Buenos Aires, Editorial Gleizer, 1929, 154 p.
- (es) El Espíritu y la Letra, Buenos Aires, Editorial Serviam, 1936
- (es) Historia de Roma, Buenos Aires, Editorial Albatros, 1939
- (es) Historia de Oriente, Buenos Aires, Albatros, 1940
- (es) Dante Alighieri, De la monarquía (traduction d’Ernesto Palacio; titre original De Monarchia), Buenos Aires, Losada, 1941, 159 p.
- (es) El Tercer Estado, Buenos Aires, Eudeba (Editorial Universitaria de Buenos Aires)
- (es) Catilina. La revolución contra la plutocracia en Roma, Buenos Aires, Editorial Claridad, 1946
- (es) Teoría del Estado, Buenos Aires, Editorial Política, 1949, 218 p. (réédition sous le même titre chez Editorial Universitaria de Buenos Aires, 1979)
- (es) La historia falsificada, Buenos Aires, A. Peña Lillo Editor, 1960, 82 p.
- (es) Historia de la Argentina 1515-1938, Buenos Aires, Peña Lillo, 1954 ; Historia de la Argentina 1515-1976, Buenos Aires, Ediciones Alpe, 1979
- (es) Política y cultura (avant-propos de Luis C. Alen Lascano), Buenos Aires, Secretaría de Cultura, 1999, 94 p.